# La Tavola
La Tavola è una vetta montana dell'isola d'Elba. 
Situata nella parte occidentale dell'isola, fa parte della Catena del Monte Capanne e raggiunge un'altezza di 936 metri sul livello del mare. Si trova sulla dorsale tra il Monte di Cote e la Galera. Nei pressi si trova un quartiere pastorale, il Caprile della Tavola.
Il toponimo Tavola, attestato dal 1840, deriva dalla grossa formazione rocciosa a forma squadrata che si erge sulla vetta.

## Flora e fauna
L'avifauna è rappresentata soprattutto dal corvo imperiale, mentre la vegetazione è composta da gariga caratterizzata dai cuscinetti spinosi di Genista desoleana, da Crocus ilvensis e Ornithogalum umbellatum.